# 신조협려 (2006년)
신조협려(중국어 간체자: 神雕侠侣, 정체자: 神雕俠侶, 병음: Shéndiāo Xiálǚ 선댜오샤뤼[*])는 진융의 신조협려를 원작으로 한 드라마이다. 중화인민공화국의 중국문련음상출판사(중국어 간체자: 中国文联音像出版社, 정체자: 中國文聯音像出版社)가 제작, 2006년 봄에서 여름에 걸쳐 중국어권 각국에서 방송되었다.
감독은 삼국연의, 소오강호와 사조영웅전 등의 연출을 맡은 바 있는 장지중(중국어 정체자: 張紀中)이다. TV 방송시에는 41화였으나, DVD로 출시될 때 48화로 편집되었다. 뛰어난 영상미와 출연 배우들의 열연으로 큰 인기를 끌었으며, 특히 양궈 역의 황샤오밍과 샤오룽뉘(중국어 정체자: 小龍女, 병음: Xiǎolóngnǚ 소용녀[*])역의 류이페이는 본작으로 많은 인기를 얻었다.

## 출연진
- 황샤오밍 - 양과 역
- 류이페이 - 소용녀 역
- 양멱 - 곽양 역
- 진자함
- 제시 명
- 루이 양
- 유융